# Ana Jelušić
Ana Jelušić (ur. 28 grudnia 1986 w Rijece) – chorwacka narciarka alpejska, dwukrotna medalistka mistrzostw świata juniorów.

## Kariera
Po raz pierwszy na arenie międzynarodowej pojawiła się 24 listopada 2001 roku w Val Thorens, gdzie w zawodach Citizen Race zajęła drugie miejsce w slalomie. W 2002 roku wystartowała na mistrzostwach świata juniorów w Tarvisio, zajmując 43. miejsce w slalomie i 32. miejsce w gigancie. Na rozgrywanych rok później mistrzostwach świata juniorów w Briançonnais zdobyła srebrny medal w slalomie. Ponadto wywalczyła też brązowy medal w tej konkurencji podczas mistrzostw świata juniorów w Bardonecchii w 2005 roku.
W zawodach Pucharu Świata zadebiutowała 26 października 2002 roku w Sölden, zajmując 23. miejsce w gigancie. Tym samym już w swoim debiucie zdobyła pierwsze pucharowe punkty. Na podium zawodów PŚ po raz pierwszy stanęła 4 stycznia 2007 roku w Zagrzebiu, zajmując drugie miejsce w slalomie. W zawodach tych rozdzieliła Austriaczkę Marlies Schild i Czeszkę Šárkę Záhrobską. Najlepsze wyniki osiągnęła w sezonie 2006/2007, kiedy to w klasyfikacji generalnej zajęła 22. miejsce, a w klasyfikacji slalomu była siódma. W 2002 roku wystąpiła na igrzyskach olimpijskich w Salt Lake City, zajmując 23. miejsce w slalomie i 37. miejsce w gigancie. Na rozgrywanych cztery lata później igrzyskach w Turynie była piętnasta w slalomie, a podczas igrzysk olimpijskich w Vancouver w 2010 roku w tej samej konkurencji była dwunasta. Była też między innymi czwarta w slalomie podczas mistrzostw świata w Åre w 2007 roku. Walkę o medal przegrała tam ze Szwedką Anją Pärson o 0,34 sekundy.

## Osiągnięcia

### Igrzyska olimpijskie
| Miejsce | Dzień     | Rok  | Miejscowość    | Konkurencja | Czas biegu | Strata | Zwyciężczyni        |
| ------- | --------- | ---- | -------------- | ----------- | ---------- | ------ | ------------------- |
| 23.     | 20 lutego | 2002 | Salt Lake City | Slalom      | 1:46,10    | +8,91  | Janica Kostelić     |
| 37.     | 22 lutego | 2002 | Salt Lake City | Gigant      | 2:30,01    | +10,54 | Janica Kostelić     |
| 15.     | 22 lutego | 2006 | Turyn          | Slalom      | 1:31,48    | +2,74  | Anja Pärson         |
| DNF2    | 24 lutego | 2006 | Turyn          | Gigant      | 2:09,19    | –      | Julia Mancuso       |
| DNS2    | 25 lutego | 2010 | Vancouver      | Gigant      | 2:27,11    | –      | Viktoria Rebensburg |
| 12.     | 26 lutego | 2010 | Vancouver      | Slalom      | 1:42,89    | +2,54  | Maria Riesch        |

### Mistrzostwa świata
| Miejsce | Dzień     | Rok  | Miejscowość  | Konkurencja | Czas biegu | Strata | Zwyciężczyni    |
| ------- | --------- | ---- | ------------ | ----------- | ---------- | ------ | --------------- |
| 28.     | 13 lutego | 2003 | Sankt Moritz | Gigant      | 2:30,97    | +5,99  | Anja Pärson     |
| 24.     | 15 lutego | 2003 | Sankt Moritz | Slalom      | 1:39,55    | +4,61  | Janica Kostelić |
| 20.     | 8 lutego  | 2005 | Bormio       | Gigant      | 2:13,63    | +3,39  | Anja Pärson     |
| 9.      | 11 lutego | 2005 | Bormio       | Slalom      | 1:47,98    | +1,35  | Janica Kostelić |
| 34.     | 13 lutego | 2007 | Åre          | Gigant      | 2:31,72    | +5,62  | Nicole Hosp     |
| 4.      | 16 lutego | 2007 | Åre          | Slalom      | 1:43,91    | +0,50  | Šárka Záhrobská |
| DNS1    | 12 lutego | 2009 | Val d’Isère  | Gigant      | 2:03,49    | –      | Kathrin Hölzl   |
| 7.      | 12 lutego | 2009 | Val d’Isère  | Slalom      | 1:51,80    | +1,87  | Maria Riesch    |
| 17.     | 11 lutego | 2011 | Ga-Pa        | Slalom      | 1:45,79    | +3,65  | Marlies Schild  |

### Mistrzostwa świata juniorów
| Miejsce | Dzień     | Rok  | Miejscowość  | Konkurencja | Czas biegu | Strata | Zwyciężczyni            |
| ------- | --------- | ---- | ------------ | ----------- | ---------- | ------ | ----------------------- |
| 43.     | 1 marca   | 2002 | Tarvisio     | Slalom      | 1:36,54    | +7,59  | Veronika Zuzulová       |
| 32.     | 3 marca   | 2002 | Tarvisio     | Gigant      | 1:52,15    | +5,53  | Julia Mancuso           |
| 2.      | 7 marca   | 2003 | Briançonnais | Slalom      | 1:38,53    | +0,29  | Michaela Kirchgasser    |
| 7.      | 8 marca   | 2003 | Briançonnais | Gigant      | 2:05,70    | +1,81  | Jessica Lindell-Vikarby |
| 38.     | 4 lutego  | 2004 | Maribor      | Gigant      | 2:21,39    | +7,24  | Maria Riesch            |
| 5.      | 4 lutego  | 2004 | Maribor      | Slalom      | 1:40,73    | +0,64  | Kathrin Zettel          |
| 3.      | 25 lutego | 2005 | Bardonecchia | Slalom      | 1:23,97    | +1,22  | Šárka Záhrobská         |
| 18.     | 26 lutego | 2005 | Bardonecchia | Gigant      | 2:21,34    | +3,24  | Nadia Fanchini          |

### Puchar Świata

#### Miejsca w klasyfikacji generalnej
- sezon 2002/2003: 98.
- sezon 2003/2004: 78.
- sezon 2004/2005: 51.
- sezon 2005/2006: 47.
- sezon 2006/2007: 22.
- sezon 2007/2008: 39.
- sezon 2008/2009: 24.
- sezon 2009/2010: 98.
- sezon 2010/2011: 98.

#### Miejsca na podium
1. Zagrzeb – 4 stycznia 2007 (slalom) – 2. miejsce
2. Panorama – 25 listopada 2007 (slalom) – 3. miejsce